# لوك رينولدز
لوك رينولدز (بالإنجليزية: Luke Reynolds)‏ هو مغن مؤلف أمريكي، ولد في 20 أبريل 1979 في كورنول في الولايات المتحدة.

## وصلات خارجية
- الموقع الرسمي
- لوك رينولدز على موقع ميوزك برينز (الإنجليزية)
- لوك رينولدز على موقع ديسكوغز (الإنجليزية)
- لوك رينولدز على موقع ديسكوغز (الإنجليزية)